# Max Juen (Politiker, 1929)
Max Juen (* 8. Dezember 1929 in Kappl) ist ein ehemaliger österreichischer Politiker (ÖVP). Er war von 1981 bis 1984 Mitglied des österreichischen Bundesrates.

## Ausbildung und Beruf
Juen besuchte zwischen 1937 und 1945 die Volksschule in Kappl und bildete sich danach zwischen 1947 und 1948 an der Landwirtschaftlichen Landeslehranstalt in Imst weiter. Er absolvierte von 1949 bis 1951 die Höhere Bundeslehranstalt für alpine Landwirtschaft in Seefeld und arbeitete zwischen 1952 und 1972 als landwirtschaftlicher Fachberater bei der Bezirkslandwirtschaftskammer in Landeck. Im Anschluss war er zwischen 1973 und 1990 Sekretär der Bezirkslandwirtschaftskammer Landeck.

## Politik und Funktionen
Juen wirkte zwischen 1952 und 1974 als Bezirksgeschäftsführer der Jungbauernschaft  und war danach von 1974 bis 1990 Bezirksgeschäftsführer des Tiroler Bauernbundes, im Bezirk Landeck. Er war zudem Mitglied des Bezirksparteivorstandes der ÖVP Landeck und Vorstandsmitglied des Tiroler Kulturwerkes. In der katholischen Kirche war er von 1960 bis 1968 als Dekanatsobmann der Katholischen Männerbewegung Zams und von 1990 bis 1996 als Dekanatsobmann des Katholischen Familienverbandes Zams aktiv. Er vertrat die Österreichische Volkspartei zwischen dem 25. März 1981 und dem 9. Juli 1984 im Bundesrat.

## Auszeichnungen
- Verdienstkreuz des Landes Tirol
- Päpstlicher Orden des heiligen Silvester